# Powstanśke
Powstanśke (ukr. Повстанське) – wieś na Ukrainie, w obwodzie odeskim, w rejonie odeskim, w hromadzie Bilajiwka. W 2001 liczyła 407 mieszkańców, spośród których 222 wskazało jako ojczysty język ukraiński, 184 rosyjski, a 1 inny.